# Pierwszy rząd Roberta Peela

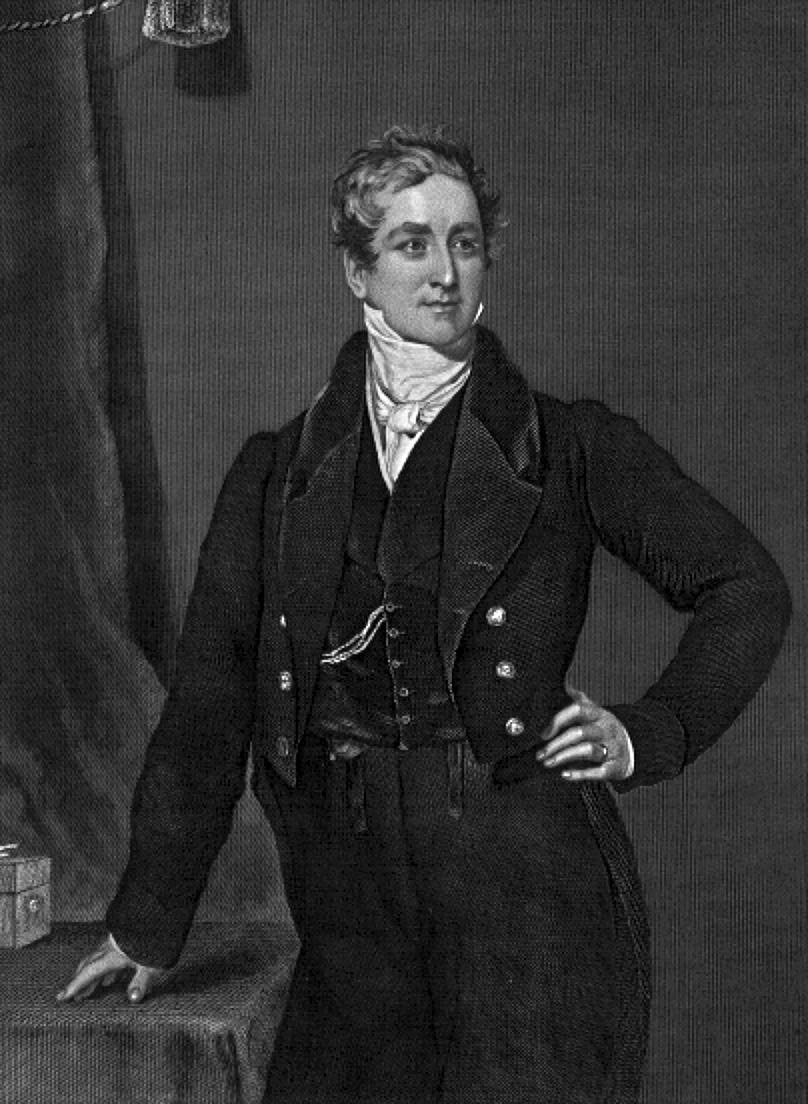
Robert Peel, premier, pierwszy lord skarbu, kanclerz skarbu, przewodniczący Izby Gmin

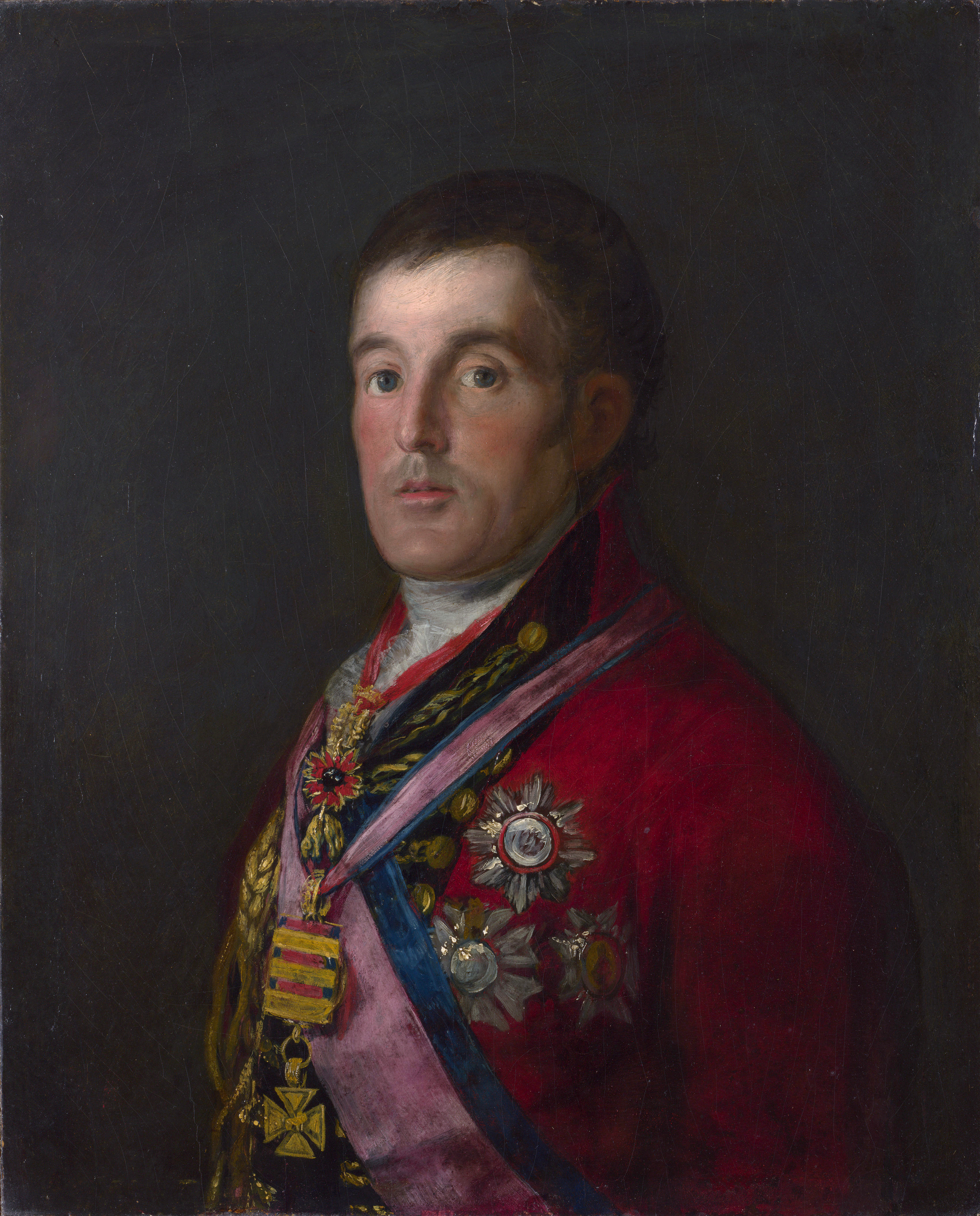
Książę Wellington, minister spraw zagranicznych, przewodniczący Izby Lordów

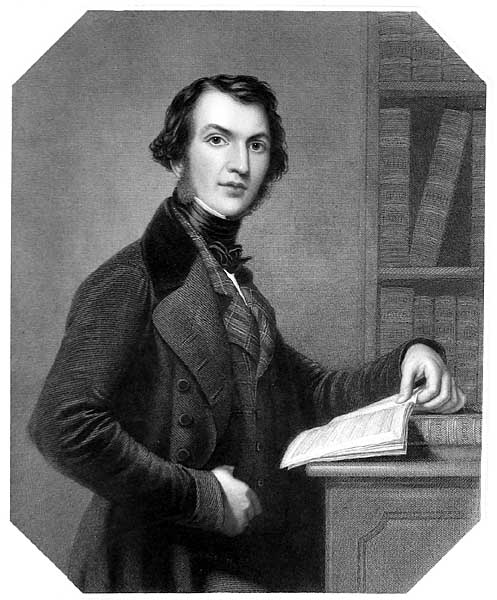
William Ewart Gladstone, młodszy lord skarbu, podsekretarz stanu w ministerstwie wojny i kolonii

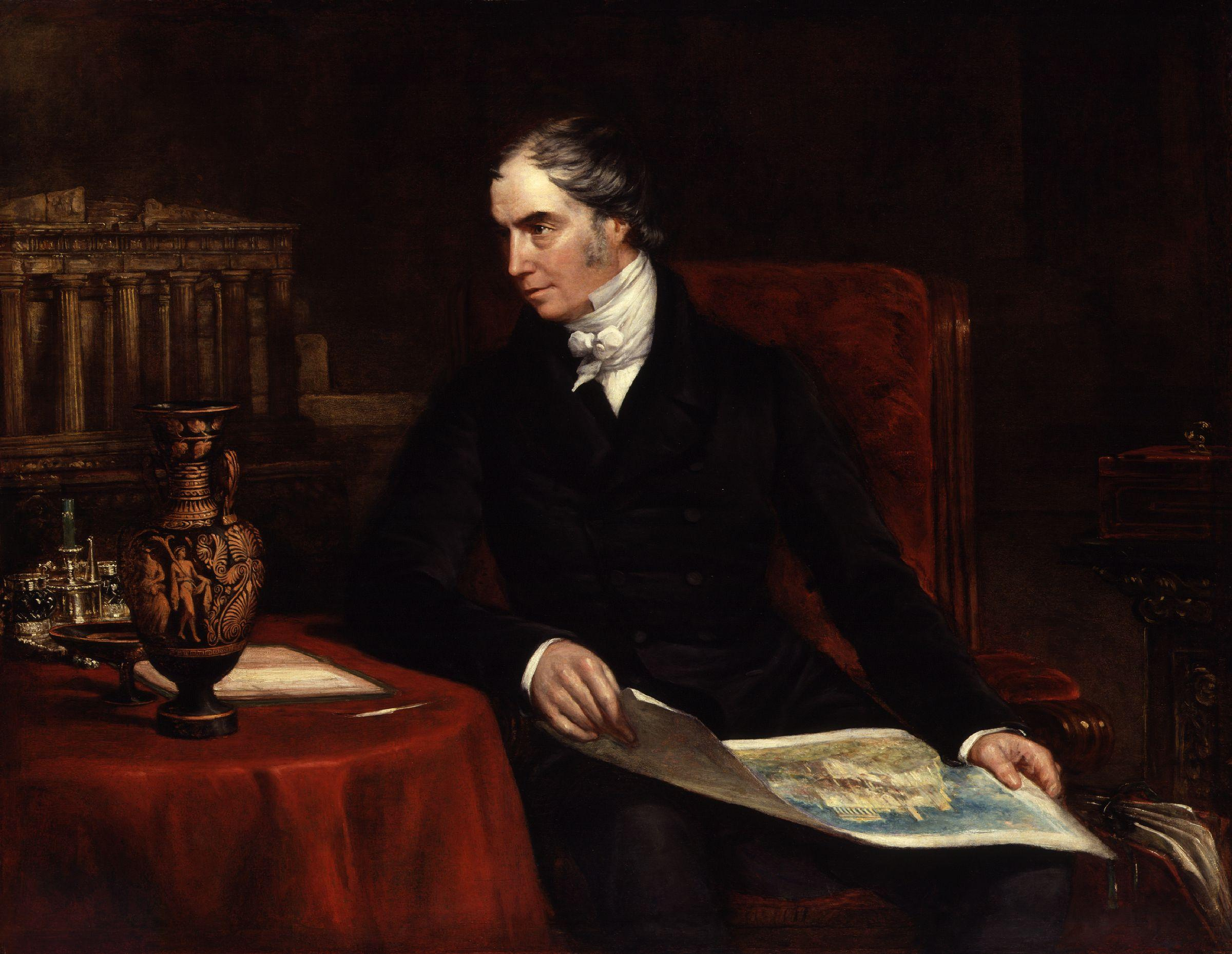
Hrabia Aberdeen, minister wojny i kolonii

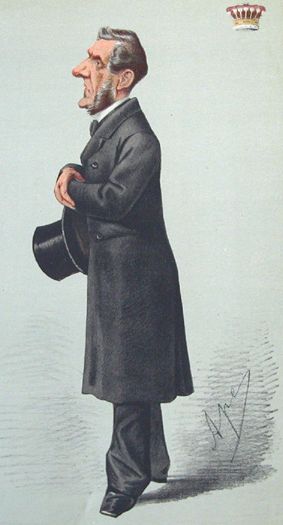
Lord Ashley, cywilny lord Admiralicji

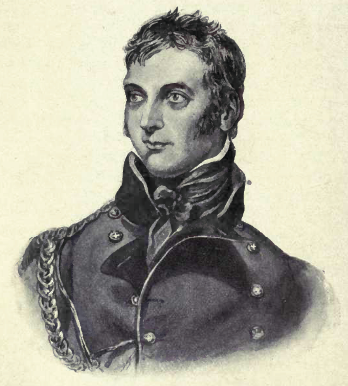
George Murray, generał artylerii

Pierwszy rząd Roberta Peela – rząd Partii Konserwatywnej pod przewodnictwem Roberta Peela istniał od 10 grudnia 1834 do 8 kwietnia 1835.
Członków ścisłego gabinetu wyróżniono tłustym drukiem.

## Skład rządu
| Urząd                                                                 | Imię i nazwisko | Kadencja       |
| --------------------------------------------------------------------- | --- | -------------- |
| Premier Pierwszy lord skarbu kanclerz skarbu Przewodniczący Izby Gmin | Robert Peel | 1834–1835      |
|                                                                       | |                |
| Finansowy sekretarz skarbu                                            | Thomas Fremantle | 1834–1835      |
| Parlamentarny sekretarz skarbu                                        | George Clerk | 1834–1835      |
| Młodsi lordowie skarbu                                                | William Yates Peel Henry Pelham-Clinton, hrabia Lincoln William Murray, wicehrabia Stormont Charles Ross William Ewart Gladstone John Nicholl | 1834–1835 1835 |
| Lord kanclerz                                                         | John Copley, 1. baron Lyndhurst | 1834–1835      |
| Lord przewodniczący Rady                                              | James St Clair-Erskine, 2. hrabia Rosslyn | 1834–1835      |
| Lord tajnej pieczęci                                                  | James Stuart-Wortley-Mackenzie, 1. baron Wharncliffe                                                                                          | 1834–1835      |
| Minister spraw wewnętrznych                                           | Henry Goulburn | 1834–1835      |
| Podsekretarz stanu w ministerstwie spraw wewnętrznych                 | William Gregson | 1835           |
| Minister spraw zagranicznych                                          | Arthur Wellesley, 1. książę Wellington | 1834–1835      |
| Podsekretarz stanu w ministerstwie spraw zagranicznych                | Philip Stanhope, wicehrabia Mahon | 1834–1835      |
| Minister wojny i kolonii                                              | George Hamilton-Gordon, 4. hrabia Aberdeen | 1834–1835      |
| Podsekretarz stanu w ministerstwie wojny i kolonii                    | John Stuart-Wortley William Ewart Gladstone                                                                                                   | 1834–1835 1835 |
| Pierwszy lord Admiralicji                                             | Thomas de Grey, 2. hrabia de Grey | 1834–1835      |
| Sekretarz przy Admiralicji                                            | George Robert Dawson | 1834–1835      |
| Cywilny lord Admiralicji                                              | Anthony Ashley-Cooper, lord Ashley | 1834–1835      |
| Przewodniczący Rady Kontroli                                          | Edward Law, 2. baron Ellenborough | 1834–1835      |
| Sekretarz Rady Kontroli                                               | Winthrop Mackworth Praed Sidney Herbert | 1834–1835 1835 |
| Generał artylerii                                                     | George Murray | 1834–1835      |
| Zastępca generała artylerii                                           | Lord Robert Somerset | 1834–1835      |
| Skarbnik artylerii                                                    | Edward Owen | 1834–1835      |
| Zaopatrzeniowiec artylerii                                            | Francis Robert Bonham | 1834–1835      |
| Paymaster-General                                                     | Edward Knatchbull | 1834–1835      |
| Przewodniczący Zarządu Handlu                                         | Alexander Baring | 1834–1835      |
| Wiceprzewodniczący Zarządu Handlu                                     | William Lowther, wicehrabia Lowther | 1834–1835      |
| Sekretarz ds. wojny                                                   | John Charles Herries | 1834–1835      |
| Główny sekretarz Irlandii                                             | Henry Hardinge | 1834–1835      |
| Lord namiestnik Irlandii                                              | Thomas Hamilton, 9. hrabia Haddington | 1835           |
| Kanclerz Księstwa Lancaster                                           | Charles Watkin Williams-Wynn | 1834–1835      |
| Zarządca mennicy                                                      | Alexander Baring | 1834–1835      |
| Skarbnik Floty                                                        | William Lowther, wicehrabia Lowther | 1834–1835      |
| Poczmistrz generalny                                                  | William Wellesley-Pole, 2. baron Maryborough                                                                                                  | 1834–1835      |
| Pierwszy komisarz ds. lasów                                           | Lord Granville Somerset | 1834–1835      |
| Prokurator generalny                                                  | Frederick Pollock | 1834–1835      |
| Radca generalny Anglii i Walii                                        | William Webb Follett | 1834–1835      |
| Najwyższy Sędzia Wojskowy                                             | John Beckett | 1834–1835      |
| Lord adwokat                                                          | William Rae | 1834–1835      |
| Solicitor General dla Szkocji                                         | Duncan McNeill | 1835           |
| Solicitor General dla Irlandii                                        | Edward Pennefather | 1835           |
| Lord steward                                                          | Thomas Egerton, 2. hrabia Wilton | 1835           |
| Lord szambelan                                                        | George Villiers, 5. hrabia Jersey | 1834–1835      |
| Wiceszambelan Dworu Królewskiego                                      | Frederick Stewart, wicehrabia Castlereagh | 1834–1835      |
| Koniuszy królewski                                                    | Charles Sackville-Germaine, 5. książę Dorset                                                                                                  | 1835           |
| Skarbnik Dworu Królewskiego                                           | William Henry Fremantle | 1834–1835      |
| Kontroler Dworu Królewskiego                                          | Henry Thomas Lowry-Corry | 1834–1835      |
| Kapitan Gentelmen-at-Arms                                             | Henry Devereux, 14. wicehrabia Hereford | 1834–1835      |
| Kapitan Ochotników Gwardii                                            | James Stopford, 3. hrabia Courtown | 1835           |
| Opiekun stajni królewskich                                            | George Stanhope, 6. hrabia Chesterfield | 1834–1835      |